# Tokat
Tokat – miasto w Turcji, stolica prowincji Tokat.
Według danych na rok 2000 miasto zamieszkiwało 113 100 osób.

## Współpraca
- Nikozja, Cypr Północny
- Maglaj, Bośnia i Hercegowina
- Mamuša, Kosowo
- Mogadiszu, Somalia